# دهستان فضل (نیشابور)
دهستان فضل (نیشابور) نام دهستانی در بخش مرکزی شهرستان نیشابور، استان خراسان رضوی در ایران است. براساس سرشماری مرکز آمار ایران در سال ۱۳۸۵، جمعیت آن ۱۵۳۲۳ نفر (۴۴۰۰ خانوار) بوده‌است.